# Jurkovo Selo
Jurkovo Selo je naseljeno mjesto u Republici Hrvatskoj u Zagrebačkoj županiji. 

## Zemljopis
Administrativno je u sastavu općine Žumberak. Naselje se proteže na površini od 3,21 km².

## Stanovništvo
Prema popisu stanovništva iz 2001. godine u naselju Jurkovo Selo živi 119 stanovnika i to u 37 kućanstava. Gustoća naseljenosti iznosi 37,10 st./km².
| broj stanovnika | 131   | 263   | 284   | 304   | 294   | 266   | 280   | 245   | 199   | 270   | 216   | 182   | 144   | 140   | 119   | 66    | 54    |
|                 | 1857. | 1869. | 1880. | 1890. | 1900. | 1910. | 1921. | 1931. | 1948. | 1953. | 1961. | 1971. | 1981. | 1991. | 2001. | 2011. | 2021. |